# Salicas
Salicas är en ort i Argentina.   Den ligger i provinsen La Rioja, i den norra delen av landet, 1 100 km nordväst om huvudstaden Buenos Aires. Salicas ligger 989 meter över havet och antalet invånare är 3 918.
Terrängen runt Salicas är varierad. Salicas är det största samhället i trakten. 
Omgivningarna runt Salicas är i huvudsak ett öppet busklandskap. Runt Salicas är det mycket glesbefolkat, med 3 invånare per kvadratkilometer.